# Cortinarius fragilistipitatus
Cortinarius fragilistipitatus är en svampart som beskrevs av Reumaux 2005. Cortinarius fragilistipitatus ingår i släktet Cortinarius och familjen spindlingar.   Inga underarter finns listade i Catalogue of Life.